# 에틸 말톨
에틸 말톨(영어: Ethyl maltol)은 몇몇 설탕 과자에 들어가는 보통의 향미료인 유기 화합물이다. 더 흔히 사용되는 향미료 말톨의 메틸기가 에틸기로 치환된 관계이다. 캐러맬화된 설탕과 조리된 과일과 같은 달콤한 향기를 갖는 흰색의 고체이다.
에틸 말톨의 짝염기는 말톨과 같이 높은 철 친화도를 가져 붉은색의 배위 착물을 형성한다. 이러한 화합물에서, 헤테로 고리는 두 자리 리간드이다.